# Beniamin Zabłudowski
Beniamin Zabłudowski (ur. 1878, zm. 3 stycznia 1942 w Warszawie) – żydowski kupiec i działacz społeczny, członek Judenratu w getcie warszawskim.

## Życiorys
Odebrał wykształcenie hebrajskie, władał kilkoma językami. Przed II wojną światową był działaczem CENTOSu oraz radnym warszawskiej gminy żydowskiej.
Po wybuchu II wojny światowej z ramienia CENTOSu wszedł w skład Żydowskiej Samopomocy Społecznej – Komisji Koordynacyjnej, gdzie objął stanowisko szefa wydziału opieki nad dzieckiem. Od 1940 roku został członkiem prezydium Żydowskiej Samopomocy Społecznej. Od grudnia 1939 roku był członkiem warszawskiego Judenratu, był jednym z najbliższych współpracowników Adama Czerniakowa. Objął funkcję przewodniczącego Referatu Personalnego, a następnie pełnił taką samą funkcję w Wydziale Opałowym, Pocztowym, Biurze Kwaterunkowym oraz Komisji Wydziału Pracy. 
Nie cieszył się popularnością wśród mieszkańców getta, uznawany był za szczególnie skorumpowanego i utrzymującego kontakt z półświatkiem.
Zmarł z przyczyn naturalnych, 3 stycznia 1942 roku. Według plotek powodem jego śmierci było wypicie zbyt dużej ilości alkoholu.